# Rejon hrebinkowski
Rejon hrebinkowski – jednostka administracyjna w składzie obwodu połtawskiego Ukrainy.
Powstał w 1935. Ma powierzchnię 600 km² i liczy około 26 tysięcy mieszkańców. Siedzibą władz rejonu jest Hrebinka.
W skład rejonu wchodzą 1 miejska rada oraz 16 silskich rad, obejmujących 41 wsi.